# Cristòfol Martí i Batalla
Cristòfol Martí i Batalla (Granollers, 2 de febrer de 1903 - Barcelona, 28 de juliol de 1986) fou un futbolista català dels anys 1920 i 1930. Va ser internacional amb la selecció catalana i amb la selecció espanyola.

## Trajectòria
S'inicià al club de la seva ciutat natal, el Granollers SC, on la temporada 1916-1917 coincidí amb els seus germans Josep (Martí I) i Joaquim (Martí II). Més tard es convertí en jugador del Centre d'Esports Sabadell on romangué fins al mes de maig de 1923, moment en què fitxà pel FC Barcelona. Durant aquests anys la seva posició al terreny de joc era de davanter. L'agost de 1925 retornà al CE Sabadell, on jugà tres temporades, arribant a ésser capità de l'equip. Passà a ocupar la posició de migcampista. No obstant, i per motius econòmics, el febrer del 1928, el Sabadell decidí prescindir de diversos jugadors, entre ells Martí, qui s'incorporà de nou al FC Barcelona. Debutà en lliga el 12 de febrer de 1929 enfront del Racing de Santander, guanyant per 0-2. En total disputà 252 partits amb la samarreta blaugrana, en els quals marcà 46 gols. El 1933 va rebre la baixa del Barcelona i fitxà pel RCD Espanyol on romangué durant dues temporades més. En el seu palmarès destaquen cinc campionats de Catalunya, una lliga i dues copes d'Espanya.
Fou tres cops internacional amb la selecció espanyola, amb el resultat d'una victòria davant Txecoslovàquia i dos empats enfront Itàlia i Irlanda. També disputà diversos partits amb la selecció catalana de futbol.
Un cop retirat esdevingué entrenador. Entrenà clubs com l'EC Granollers, Racing de Santander, Reial Oviedo, Màlaga CF, Girona FC, RCD Mallorca o CE Europa.

## Palmarès
FC Barcelona
- Lliga espanyola: 1928-29
- Copa espanyola: 1924-25, 1927-28
- Campionat de Catalunya: 1923-24, 1924-25, 1929-30, 1930-31, 1931-32